# Carlomanno (figlio di Carlo il Calvo)
Carlomanno (849 circa – 876 o 877/ 8) fu abate, prima all'Abbazia di San Medardo, a Soissons (860 -870), poi all'abbazia di Lobbes, dall'868 ed altre abbazie, sino all'870, fra cui dell'Abbazia di Saint-Riquier ed infine all'abbazia della città di Echternach, in Lussemburgo, dall'874 alla morte.

## Origine
Figlio maschio terzogenito del re dei Franchi occidentali e futuro Imperatore d'Occidente (875-877), Carlo il Calvo e della prima moglie, la nipote di Adalardo il Siniscalco, Ermentrude (ca. 830-†869), figlia del conte di Orleans, Oddone (o Eudes) I e di Engeltrude di Fézensac (sorella di Adalardo), forse discendente di Carlo Martello.

## Biografia
Destinato fin dall'infanzia alla vita monastica, suo padre Carlo il Calvo, secondo gli Annales Bertiniani, lo fece tonsurare, nell'854.
Carlomanno, già abate all'Abbazia di San Medardo, a Soissons, dall'860, nell'868, secondo il Folcuini Gesta Abbatum Lobiensium era abate di Lobbes.
L'anno successivo, Carlomanno, si rivoltò contro il padre, che per questo lo imprigionò a Senlis. Liberato per volere di papa Adriano II, fu obbligato dal padre a seguirlo nella spedizione contro Gerardo del Rossiglione nell'870, ma si ribellò nuovamente al padre e con un esercito di suoi sostenitori, saccheggiò le regioni di Reims e del Belgio , venendo catturato dal padre quello stesso anno, privato di tutte le sue abbazie e nuovamente rinchiuso a Senlis, dove si tenne un consesso di vescovi, che lo condannò e, in un primo tempo, lo privò del suo stato ecclesiastico.
In un secondo tempo, Carlomanno, che non accettava l'esclusione dall'eredità paterna, fu condannato a morte, sentenza approvata da un consesso di vescovi.
Si salvò dalla condanna a morte per la mediazione dell'arcivescovo di Reims, Incmaro. Nell'873 Carlo ordinò che il figlio venisse accecato e imprigionato a Corbie da cui, pur essendo cieco, riuscì a fuggire per rifugiarsi nei domini dello zio Ludovico il Germanico. Prese dimora nell'abbazia di Echternach, della quale, secondo lo storico, esperto di genealogie, Christian Settipani, divenne abate, nell'874, e dove morì tra l'876 e l'877-8.

## Discendenza
Di Carlomanno non si conosce alcuna discendenza.

## Ascendenza
|                        |                  |                       | Genitori             |  |  | Nonni |  |  | Bisnonni   |  |  | Trisnonni       |  |
|                        |                  |                       |                      |  |  |       |  |  | Carlomagno |  |  | Pipino il Breve |  |
|                        |                  |                       |                      |  |  |       |  |  | Carlomagno |  |  | Pipino il Breve |  |
|                        |                  | Bertrada di Laon      |                      |  |  |       |  |  | Carlomagno |  |  |                 |  |
| Ludovico il Pio        |                  |                       |                      |  |  |       |  |  | Carlomagno |  |  |                 |  |
|                        |                  | Hildegard             | Geroldo di Vintzgau  |  |  |       |  |  |            |  |  |                 |  |
|                        |                  | Hildegard             | Geroldo di Vintzgau  |  |  |       |  |  |            |  |  |                 |  |
|                        |                  | Hildegard             | Emma d'Alemannia     |  |  |       |  |  |            |  |  |                 |  |
| Carlo il Calvo         |                  | Hildegard             |                      |  |  |       |  |  |            |  |  |                 |  |
|                        |                  | Guelfo I              | Ruthard              |  |  |       |  |  |            |  |  |                 |  |
|                        |                  | Guelfo I              | Ruthard              |  |  |       |  |  |            |  |  |                 |  |
|                        |                  | Guelfo I              | …                    |  |  |       |  |  |            |  |  |                 |  |
| Giuditta di Baviera    |                  | Guelfo I              |                      |  |  |       |  |  |            |  |  |                 |  |
|                        |                  | Hedwig di Baviera     | Isanbard             |  |  |       |  |  |            |  |  |                 |  |
|                        |                  | Hedwig di Baviera     | Isanbard             |  |  |       |  |  |            |  |  |                 |  |
|                        |                  | Hedwig di Baviera     | Thierdrada           |  |  |       |  |  |            |  |  |                 |  |
| Carlomanno             |                  | Hedwig di Baviera     |                      |  |  |       |  |  |            |  |  |                 |  |
|                        | Adrian d'Orléans | Geroldo di Vintzgau   |                      |  |  |       |  |  |            |  |  |                 |  |
|                        | Adrian d'Orléans | Geroldo di Vintzgau   |                      |  |  |       |  |  |            |  |  |                 |  |
|                        | Adrian d'Orléans | Emma d'Alemannia      |                      |  |  |       |  |  |            |  |  |                 |  |
| Oddone d'Orléans       | Adrian d'Orléans |                       |                      |  |  |       |  |  |            |  |  |                 |  |
|                        |                  | Waldrada d'Orléans    | Lamberto di Hornbach |  |  |       |  |  |            |  |  |                 |  |
|                        |                  | Waldrada d'Orléans    | Lamberto di Hornbach |  |  |       |  |  |            |  |  |                 |  |
|                        |                  | Waldrada d'Orléans    | …                    |  |  |       |  |  |            |  |  |                 |  |
| Ermentrude d'Orléans   |                  | Waldrada d'Orléans    |                      |  |  |       |  |  |            |  |  |                 |  |
|                        |                  | Leotardo II di Parigi | Begone di Tolosa     |  |  |       |  |  |            |  |  |                 |  |
|                        |                  | Leotardo II di Parigi | Begone di Tolosa     |  |  |       |  |  |            |  |  |                 |  |
|                        |                  | Leotardo II di Parigi | Alpais               |  |  |       |  |  |            |  |  |                 |  |
| Engeltrude di Fézensac |                  | Leotardo II di Parigi |                      |  |  |       |  |  |            |  |  |                 |  |
|                        |                  | Grimilde              | …                    |  |  |       |  |  |            |  |  |                 |  |
|                        |                  | Grimilde              | …                    |  |  |       |  |  |            |  |  |                 |  |
|                        |                  | Grimilde              | …                    |  |  |       |  |  |            |  |  |                 |  |
|                        |                  | Grimilde              |                      |  |  |       |  |  |            |  |  |                 |  |

### Fonti primarie
- (LA)  Monumenta Germanica Historica, tomus IX.
- (LA)  Monumenta Germanica Historica, tomus IV.
- (LA)  Annales Bertiniani.

### Letteratura storiografica
- René Poupardin, I regni carolingi (840-918), cap. XIX, vol. II (L'espansione islamica e la nascita dell'Europa feudale) della Storia del Mondo Medievale, pp. 582–634.
- (FR)  Sandrine Vassileff La place du nom Carloman dans le système anthroponymique de la famille carolingienne Archiviato il 31 agosto 2021 in Internet Archive..
- (FR)  Pierre-Sébastien Laurentie Histoire de France.